# Цыгане в Латвии
Цыгане в Латвии (латыш. Latvijas čigāni) — национальное меньшинство в Латвии, насчитывающее на начало 2024 года 4 630 человек (около 0,25 % населения страны). Меньшинство присутствует в Латвии с шестнадцатого века; для большинства родным является цыганский язык. По данным текущей статистики на 1 января 2024 года численность цыган в Латвии составляла 4 630 человек из 1 871 882 человек населения Латвии, что составляет 0,25 % населения, из них 4 393 человека — граждане Латвии (94,88 %), 201 человек — неграждане Латвии (4,34 %) и 36 человек — граждане других стран (0,78 %). Из крупных городов самая высокая доля цыган в Вентспилсе — 1,4 % на 2024 год.
Цыганская культура является неотъемлемой частью культурного многообразия Латвии. Развитие цыганской общины в Латвии тесно связано с сохранением идентичности цыганского народа в условиях глобализации. В Латвии зарегистрировано несколько цыганских общественных организаций — «Латвийское цыганское общество и Высший цыганский совет» (президент Освальд Ездовскис), «Вселатвийское цыганское общество «Нево Дром»» (председатель правления Анатолий Березовский), Латвийское цыганское национальное культурное общество (президент Нормунд Рудевич, депутат 7-го Сейма), цыганское общество «Глосс» (руководитель Леонс Гиндра), «Ame Roma» (руководитель Ванда Замицка) и другие. До сих пор рома не объединились в единую организацию, что ограничивает возможности использования программ поддержки ЕС, предназначенных для меньшинств в государствах-членах.

## Образование
Уровень образования среди цыган значительно ниже, чем у других нацменьшинств. По данным переписи 2011 года, высшее образование в группе старше 15 лет было у 0,8 % цыган, профессиональное или среднее профессиональное у 3,5 %, общее среднее у 10,3 %.